# Agnieszka Osial
Agnieszka Osial (ur. 20 marca 1994 w Łukowie) – polska kickbokserka startująca w formułach light contact, full contact, kick light i low kick.

## Kariera sportowa
Swoją karierę sportową rozpoczęła w 2009 roku, uczęszczając na dodatkowe, rekreacyjne zajęcia kickboxingu. Od początku kariery sportowej trenowała pod opieką Zenona Pawlikowskiego. We wrześniu 2009 roku wstąpiła do PTS Łukoplast Łuków, później KSW Łuków. W latach 2011–2012, po pierwszych sukcesach juniorskich w kraju, została powołana do Kadry Polski Juniorów. We wrześniu 2011 roku wywalczyła brązowy medal na Mistrzostwach Europy Juniorów w formule light contact, które odbyły się w Lignano Sabbiadoro we Włoszech. Rok później zdobyła brązowy medal na Mistrzostwach Świata Juniorów w Bratysławie.  W roku 2018 oficjalnie reprezentowała klub KT Legia Warszawa. 

## Osiągnięcia

### Kadetka
- I miejsce w Mistrzostwach Polski Kadetów w kickboxingu w formule semi-contact (Tarczyn 2009)[4]

### Juniorka
- I miejsce w Mistrzostwach Mazowsza Seniorów, Juniorów i Kadetów semi contact (Węgrów 2010)
- I miejsce w Mistrzostwach Mazowsza Seniorów, Juniorów i Kadetów  light contact (Węgrów 2010)
- II miejsce w Mistrzostwach Polski Juniorów semi contact (Bielsko-Biała 2010)[1]
- III miejsce w Mistrzostwach Polski Juniorów light contact (Bielsko-Biała 2010)[1]
- III miejsce w Mistrzostwach Europy Juniorów  light contact (Lignano Sabbiadoro 2011)[2]
- miejsce V- VIII w Mistrzostwach Europy Juniorów semi contact (Lignano Sabbiadoro 2011)[2]
- I miejsce w Mistrzostwach Polski Juniorów  semi contact (Leszno 2011)[5]
- I miejsce w Mistrzostwach Polski Juniorów light contact (Leszno 2011)[5]
- III miejsce w Mistrzostwach Świata Juniorów light contact (Bratysława 2012)[3]
- I miejsce w Mistrzostwach Polski Juniorów semi contact (Leszno 2012)[6]
- I miejsce w Mistrzostwach Polski Juniorów  light contact (Leszno 2012)[6]
- II miejsce w Mistrzostwach Polski Juniorek w boksie kat. 69kg (Grudziądz 2012)
- III miejsce w Pucharze Polski Juniorek w boksie kat. 69kg (Toruń 2012)

### Seniorka
- II miejsce  Mistrzostwa Polski Młodzieżowców full contact (Wysocko Małe 2013)[7]
- II miejsce  Mistrzostwa Polski Seniorów light contact (Pułtusk 2013)[8]
- III miejsce Mistrzostwa Polski Seniorów light contact i pointfighting (Nowe Miasto Lubawskie 2014)
- II miejsce  Mistrzostwa Okręgu Lubelskiego w boksie (Lublin 2014)
- III miejsce  Mistrzostwa Polski Seniorek w boksie (Grudziądz 2014)[9]
- I miejsce  Akademickie Mistrzostwa Polski kick-light (Warszawa 2015)[10]
- I miejsce  Mistrzostwa Polski Seniorów light contact (Leszno 2015)[11]
- III miejsce  Mistrzostwa Polski Seniorów full contact (Luboń 2015)[12]
- miejsce V- VIII  Mistrzostwa Świata Seniorów light contact (Dublin 2015)[13]
- III miejsce  Puchar Polski Juniorów i Seniorów low- kick (Kartuzy 2016)[14]
- II miejsce  Młodzieżowe Mistrzostwa Polski full contact (Kalisz 2016)[15]
- III miejsce  Mistrzostwa Polski Seniorów kick- light (Kartuzy 2017)
- II miejsce  Mistrzostwa Polski Seniorów full contact (Piotrków Trybunalski 2017)
- I miejsce  Mistrzostwa Polski AZS kick-light (Warszawa 2017)
- II miejsce Mistrzostwa Polski Seniorów kick- light (Kartuzy 2018)
- III miejsce Mistrzostwa Polski Seniorów i Juniorów K1 Rules (Warszawa 2018)
- II miejsce Mistrzostwa Polski Seniorów i Juniorów Młodszych  full contact (Kalisz 2018)
- II miejsce Mistrzostwa Polski Seniorów i Juniorów  low kick (Legnica 2018)